# 잔치

19세기 덴마크의 예술가들의 파티를 묘사한 페더 세베린 크뢰예르의 힙, 힙, 만세! (1888)

잔치는 기쁜 일이 있을 때 여러 사람이 모여 즐기는 일이다. 흔히 연회(宴會) 혹은 파티(party)라고 가리킨다. 옛날에는 황제나 왕제의 생신과 같은 때에 황궁 및 왕궁에서 하는 잔치를 궁중 연회라고 불렀다.
대부분은 황궁 및 왕궁이나 가정에서 잔치를 많이 하지만, 현대 사회에 접어든 최근에는 시간상 문제로 많이 바쁜 경우가 많아 호텔이나 식당 등 다른 시설에서 잔치를 하는 경우가 많아졌다.

## 분류

### 생일 잔치
생일 잔치는 사람이 태어난 날을 기리기 위한 축하 잔치이다. 이 전통은 19세기 중반에 시작되었으나 20세기 중반이 넘어서야 대중화되었다. 생일 잔치는 현재 수많은 문화의 특징을 이루고 있다.

## 여담
잔치는 모임의 한 부류로, 코로나19 집단 감염원이 될 수 있는 근거 역시 있다. 코로나19 범유행 이슈가 될 근원이기도 하다.

## 같이 보기
- 돌잔치
- 환갑
- 축제
- 연회